# 进近图

上海浦东国际机场仪表进近图中的一张

进近图（approach plate），即仪器进近图（instrument approach procedure charts），是空中交通管制中仪表着陆系统所需要的一种图表。各国的相应机构都遵照国际民航组织的标准绘制进近图。负责绘制与更新的在美国是联邦航空管理局，在中国大陆则是民航总局。
进近图使得仪表（尤其在天气恶劣时）着陆更加安全。一张机场的进近图，通常含有相应路点的坐标，接近时的高度等。